# Union Building (Shanghái)
El Union Building es un edificio situado en el Bund, en Shanghái, China. Está ubicado en el número 3 del Bund (antiguamente número 4).
Completado en 1916, el edificio contenía oficinas de varias compañías de seguros. Este edificio de seis plantas fue la primera obra de P&T Architects and Surveyors (Palmer & Turner) en Shanghái, y el primer edificio de la ciudad con estructura de acero. Ocupaba una parcela 2241 m², con una superficie total de 13760 m². Debido a que tenía una fachada estrecha en el Bund, la puerta principal estaba situada en la contigua Guangdong Road. 
El edificio es de estilo neorrenacentista, con una fachada simétrica, y tiene también algunos detalles barrocos. La azotea contiene un pabellón de esquina con una cúpula. 
En 1937, el Ejército Imperial Japonés amenazaba Shanghái. Al no poder indemnizar los daños de la guerra, las compañías de seguros tenían sus fondos congelados. El Union Bank adquirió entonces el edificio. En 1949 el Union Bank huyó de Shanghái tras la toma del poder de los comunistas. Desde 1953 el edificio fue usado por el Instituto de Diseño y Arquitectura Civil de Shanghái. En 1997 un fondo de inversión privado de Singapur compró el edificio, y en 2004 lo convirtió en un centro comercial, llamado "Three on the Bund".